# Hébrôn (fils de Qehath)
Hébrôn est un fils de Qehath fils de Lévi. Ses descendants s'appellent les Hébronites.

## La famille de Hébrôn
Hébrôn est un fils de Qehath et a trois frères qui s'appellent Amram, Yitsehar et Ouzziël,,,,.

## La famille des Hébronites
La famille des Hébronites dont l'ancêtre est Hébrôn sort du pays d'Égypte avec Moïse et est recensée dans le désert du Sinaï.
La famille des Hébronites dont l'ancêtre est Hébrôn est de nouveau recensée dans les plaines désertiques de Moab avant d'entrer dans le pays de Canaan.